# Шевченко Олександр Анатолійович

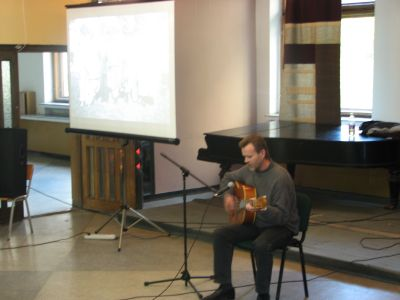
Олександр Шевченко на пластовому вечорі 14 жовтня 2007 року

Олекса́ндр Анато́лійович Шевче́нко (* 14 січня 1963, Гадяч) — український поет, композитор.

## Біографія
Олександр Шевченко народився 14 січня 1963 року в місті Гадяч Полтавської області.
Середню школу і музичну школу по класу акордеона закінчив у Івано-Франківській області.
У 1980—1985 роках навчався у Львівському політехнічному інституті за спеціальністю «інженер-механік». Пісні пише з 1979 року. Як автор і виконавець брав участь у фестивалях «Дзвін» (м. Київ), «Червона рута-91» (м. Запоріжжя), «Всесвітній фестиваль молоді і студентів» (1985 р., м. Москва). Написано близько 140 творів. До 2005 року в ДП УААСП зареєстровано 91 твір. З 2005 року працює в МО «УМЗ».
Виконавці, які мають в репертуарі пісні Шевченка: Піккардійська Терція, Наталя Самсонова, Володимир Питель, Андрій Заліско, Людмила Кролюк, Тетяна Іванів, Зоряна Циганко, Даша Грішина, Борислава Білоцерківська, Ярина Прокопчук, Петрович, В'ячеслав Сінчук, група «Black Jack».
Творчий профіль — поет, композитор.

## Дискографія
1996 р. — альбом «Старенький трамвай. Пісні Олександра Шевченка».
2004 р. — альбом «Правда. Наталя Самсонова виконує пісні О.Шевченка».
Відеокліпи: «День народження», «Мамі» (виконавець: Н.Самсонова).